# Università della Corea
L'Università della Corea (고려대학교?, Goryeo daehakgyoLR, in inglese: Korea University) è un'università privata mista con sede nella città di Seul, la capitale della Corea del Sud. Insieme alla Università Nazionale di Seul e alla Università Yonsei costituisce il gruppo noto come SKY, composta dalle tre più prestigiose università della città e del paese.